# N-klórszukcinimid
Az N-klórszukcinimidet klórozásra és enyhe oxidálószerként használják.
A jód analóg N-jódszukcinimidet (NIS), és bróm analóg N-brómszukcinimidet (NBS) is hasonló célokra alkalmazzák.
Másik rövidítése az NCLS. Oximok halogénezésére használják.

## Fordítás
Ez a szócikk részben vagy egészben az N-Chlorosuccinimide című angol Wikipédia-szócikk ezen változatának fordításán alapul.  Az eredeti cikk szerkesztőit annak laptörténete sorolja fel. Ez a jelzés csupán a megfogalmazás eredetét és a szerzői jogokat jelzi, nem szolgál a cikkben szereplő információk forrásmegjelöléseként.